# Sinterklaas is jarig
Sinterklaas is jarig is een sinterklaaslied dat traditioneel op sinterklaasavond zelf gezongen wordt. Het staat in 6/8-maat en omvat drie achtregelige trocheïsche strofen. De tekst is geschreven door Willem Frederik Oostveen, de muziek oorspronkelijk door Gerardus Cornelis Weeren. 

## Inhoud
In het eerste couplet zingt het kind dat hij zijn schoen zet en voer voor het paard erbij zet: 
Sinterklaas is jarig, 'k zet mijn schoen vast klaar
licht dat hij hem vol doet, met, ja wist ik het maar...
Hier zet ik wat water, daar wat hooi voor 't paard
want dat trouwe beestje is het heus wel waard.
In het tweede couplet komt Sinterklaas 's nachts naar het huis en het derde couplet waarschuwt voor het ondeugend zijn: het kind zingt 'k Mag warempel hopen / dat hij't maar vergeet!
Een eigenaardigheid van dit lied is dat er talloze parodieën op zijn gemaakt. De parodieën gaan al jaren onder kleine kinderen rond. De meeste variaties beginnen met Sinterklaas is jarig / zet hem op de pot; in andere versies roept men op tot hang hem aan de muur.